# Судогодський район
Судогодський район (рос. Судогодский район) — адміністративна одиниця Росії, Владимирська область. До складу району входять 1 міське та 6 сільських поселень. Серед 205 населених пунктів 1 місто та 204 сільських населених пункти.
Адміністративний центр — місто Судогда.

## Історія
Район утворений 10 квітня 1929 року у складі Владимирського округу Івановської промислової області.
13 травня 2005 року відповідно до Закону Владимирської області № 60-ОЗ район наділений статусом муніципального району, у складі якого утворені 1 міське та 6 сільських поселень.

## Населення
| 1929    | 1939    | 1959    | 1970    | 1979    | 1989    | 2002    |
| ------- | ------- | ------- | ------- | ------- | ------- | ------- |
| 43 086  | ↘41 488 | ↘38 979 | ↗48 410 | ↘45 826 | ↗45 946 | ↘44 429 |
| 2009    | 2010    | 2011    | 2012    | 2013    | 2014    | 2015    |
| ↘41 137 | ↗41 177 | ↘41 027 | ↘40 917 | ↘40 362 | ↘39 800 | ↘38 960 |
| 2016    | 2017    | 2018    |         |         |         |         |
| ↘38 486 | ↘38 201 | ↘37 839 |         |         |         |         |